# Шманьківський замок
Шманьківський замок — втрачена оборонна споруда в селі Шманьківцях Заводської громади Чортківського району Тернопільської области України.
Залишки замку виявлено археологом Володимиром Добрянським на початку 1990-х під час археологічних обстежень старожитностей в басейні річки Нічлави. Замчище внесено до Переліку щойно виявлених об'єктів культурної спадщини (охоронний номер 2088).

## Відомості

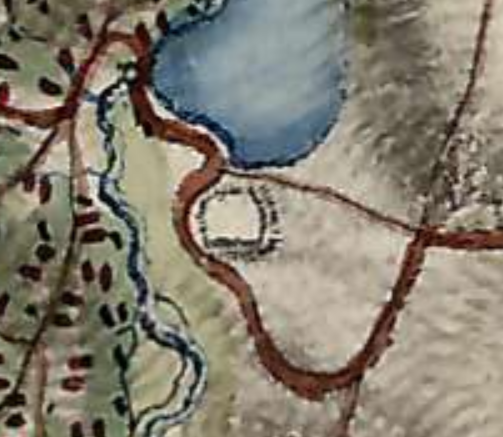
Замок на мапі Фрідріха фон Міґа, XVIII ст.

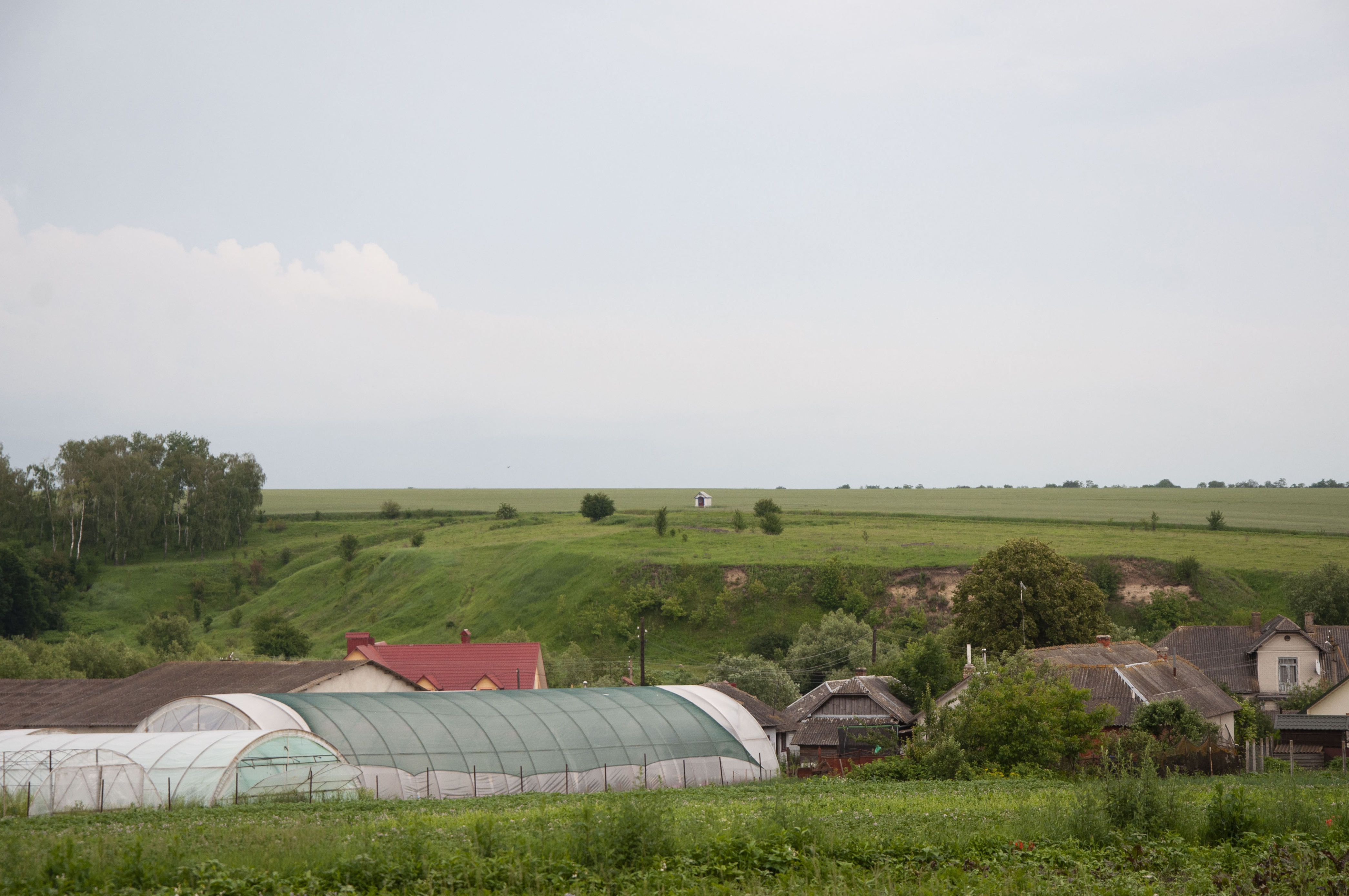
Вигляд на замчище

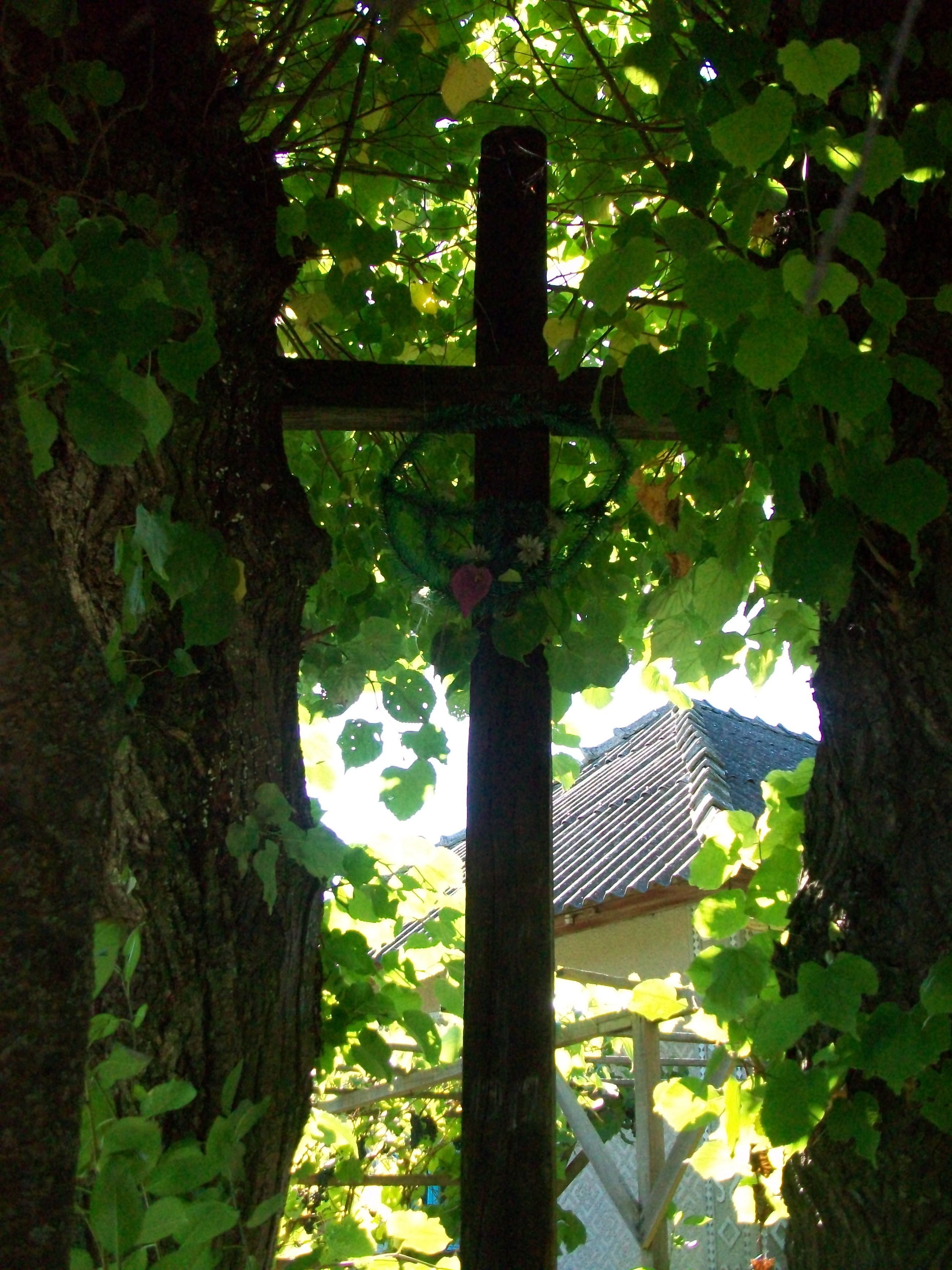
Дерев'яний хрест, який був закопаний під Шманьківським замком

26 листопада 1624 року монахи-домінікани з Чорткова разом із сусідом села Шманьківців Павлом Келпінським (пол. Paweł Kełpiński) ухвалили рішення звести замок для оборони від татар, який в наступному столітті розібрали, матеріал використали для будівництва мурів довкола костелу, монастиря і садка в Чорткові.
Дерев'яний замок розташований на східній околиці с. Шманьківці. Він збудований в середині XVII століття на розі подовгастого схилу висотою 10-15 м на лівому березі р. Нічлави, в урочищі Замкова гора.
Замок мав форму п'ятикутника, який в західній частині близько 60 м мав крутий схил (до недавнього часу тут був діючий кар'єр). У східній частині замку був насипаний вал.
Збережена на сьогодні його висота близько 1 м, а ширина — до 5 м. У внутрішній частині дитинця цей вал пологий, тобто це була апарель. Із фасового боку цей насип нині ескарпований. За обстеженнями, з плином часу земля в цій ділянці поступово осунулася вниз, але в XVII ст. вона була контрескарпована.
Нижче рівня валу, на глибині до 1 м, знаходиться трикутнико-подібний майданчик, який нагадує равелін. Його дві бічні грані сягають довжини 30 м. Вниз по схилу, з північно-західного кута равеліну, проходить теналь. Ця оборонна смуга до 1 м заглиблена в делювієвий схил мису. На цій теналі з боку фронту в деяких ділянках ще простежується насипаний зверху бруствер. З боку передполя насипаний вал довжиною до 100 м, що з'єднується біля равеліну з другим, підвищеним валом з апареллю та контрескарпом у східній частині замку. У деяких місцях вал сягає висоти 0,5—0,7 м. Перед ним на поверхні ґрунту видніється прокопаний рів, сильно знівельований не лише часом, а й глибокою оранкою (до початку 1990-х років тут було поле).
Західна частина пагорба зруйнована кар'єром, де в стінці урвища є прошарки попелу та деревного вугілля і знайдені залишки кераміки кінця XVII ст. Ймовірно, у цій частині розташовувався палац власника замку та господарські приміщення, які згоріли під час штурму та облоги. За фортифікаційним плануванням тут мав бути вхід до замку, який проходив через донжон. Ця частина замку втрачена, оскільки її зруйнували мешканці села.